# عزام الغريب
عزام الغريب والمعروف أيضًا بكنية أبو العز سراقب (مواليد سراقب عام 1985)، هو سياسي وقائد عسكري سوري تم تعيينه محافظًا لمحافظة حلب في 21 ديسمبر عام 2024 من قبل الحكومة الانتقالية في سوريا عقب سقوط نظام الأسد.

## النشأة والتعليم
وُلد عزام الغريب في مدينة سراقب عام 1985، وهي بلدة تقع في محافظة إدلب شمال غربي سوريا. انتقل لاحقًا إلى حلب حيث تخرّج من معهد طب الأسنان من جامعة حلب سنة 2006.
إلى جانب دراسته لطب الأسنان، تابع الغريب دراسات إسلامية وحصل على درجة الماجستير في تفسير القرآن الكريم من جامعة بينكل في تركيا عام 2023. كما درس هندسة التحكم الآلي في جامعة حلب، لكنه لم يتمكن من التخرج بسبب اندلاع الثورة السورية في عام 2011.

## المسيرة المهنية
بدأت المسيرة السياسية والعسكرية للغريب مع اندلاع الثورة السورية عام 2011. في البداية، انضم إلى فصيل أحرار الشام و‌الجبهة الإسلامية وكان المسؤول الإداري فيها لعدة أعوام . لاحقًا، برز داخل الجيش الوطني السوري كقائد للجبهة الشاميَّة.
قبل تعيينه محافظًا، شغل الغريب منصب نائب قائد الجبهة الشامية حتى عام 2023، حيث تولّى قيادة الجبهة بشكل كامل.

## الاعتقالات والاضطهاد
تعرّض الغريب للاعتقال عدّة مرّات من قبل نظام الأسد خلال الفترة الممتدة ما بين عام 2003 وعام 2006، وقضى فترة في مراكز الاعتقال سيئة الصيت مثل فرع فلسطين و‌إدارة المخابرات الجوية. جعلته أنشطته السياسية ومعارضته لنظام آل الأسد هدفًا مستمرًا، ممّا أدى إلى انضمامه لاحقًا للمعارضة الثورية المسلحة.